# Amsterdamsche Football-Club "Sport"
AFC "Sport" was een Amsterdamse voetbalclub en de eerste Nederlandse club die Association Football speelde, het huidige voetbal.
In Amsterdam werd in het najaar van 1880 een voetbalvereniging opgericht die bestond uit spelers van rugbyclub R.U.N. en de cricketteams van B.A.T. en Strong. Bij AFC "Sport" voetbalden voornamelijk Engelse jongelui van de firma Imperial Continental Gas-association, een Britse onderneming die voor het lichtgas in de hoofdstad zorgde. Eerste vermelding van een cricket wedstrijd was op 14 oktober 1883 een wedstrijd tegen Rood en Wit in het vondelpark. De oudste vermelding van een Nederlandse voetbalwedstrijd was tussen de Koninklijke HFC en AFC "Sport" die op 21 november 1886 gespeeld werd in Haarlem. Deze wedstrijd werd met 3-5 gewonnen door "Sport". Op 19 december 1886 vond de return match plaats in het Amsterdamse Vondelpark. Ook dit keer won "Sport", nu met 3-0 dankzij doelpunten van Easton, captain Spiller en Sowray.

## Twijfel over oprichtingsjaar
Sportjournalist Frans van den Nieuwenhof zette in 2014 vraagtekens bij het oprichtingsjaar 1880 van "Sport" en voert daarbij diverse argumenten aan. Volgens hem dateerde RUN van 22 maart 1882 en bestond toen nog minstens drie jaar lang als afzonderlijke vereniging. Pas in 1884 werd melding gemaakt van de Amsterdamsche Cricketclub Sport, opgericht door medewerkers van de Imperial Continental Gas Association. Imperial Gas vestigde zich niet eerder dan in 1883 in Amsterdam. En pas in het voorjaar van 1885 veranderde de naam van de club in de Amsterdamsche Cricket- en Footballclub Sport.